# 栗原辨天堂
株式会社栗原辨天堂（くりはらべんてんどう）は、埼玉県熊谷市佐谷田2967-1に本社を置く農業用薬品、肥料、資材などを取り扱う卸売業である。

## 概要
- 代表取締役社長・栗原　秀樹
- 1924年3月設立
- 資本金: 1110万円
- 社員数: 70名

## 沿革
- 1924年（大正13年）3月: 埼玉県熊谷市筑波に医薬品・農薬品を主体とする「辨天堂薬局」創業
- 1964年（昭和39年）12月: 本社新社屋完成(商号を株式会社 栗原辨天堂に変更)
- 1966年（昭和41年）5月: 埼玉県熊谷市に農薬事業部熊谷営業所開設
- 1969年（昭和44年）11月: 茨城県下妻市に農薬事業部下妻営業所開設
- 1975年（昭和50年）10月: 本社所在地移転(埼玉県北流通センター開設に伴い熊谷市問屋町へ移転)
- 1977年（昭和52年）8月: 群馬県前橋市に農薬事業部前橋営業所開設
- 1979年（昭和54年）4月: 栃木県宇都宮市に農薬事業部宇都宮営業所開設
- 1984年（昭和59年）8月: 農薬事業部・熊谷営業所を熊谷市佐谷田に移転
- 1989年（平成元年）4月: 千葉県成田市に農薬事業部成田営業所を開設
- 1994年（平成5年）12月: 下妻営業所廃止、境営業所開設(茨城県猿島郡境町)
- 1995年（平成6年）4月: 農薬事業部本部・熊谷営業所事務所新築
- 1997年（平成9年）4月: 農薬事業部本部・物流ｾﾝﾀｰ新築
- 2004年（平成16年）9月: 医薬事業部を東邦薬品(株)に営業権譲渡
- 2004年（平成16年）10月: 本社所在地を熊谷市佐谷田2967-1に移転し農薬専業の卸となる｡各事業所ﾉ名称を、埼玉支店、群馬支店、栃木支店、茨城支店、千葉支店に変更
- 2005年（平成17年）10月: 茨城支店を古河市に移転
- 2005年（平成17年）10月: 千葉支店を富里市に移転
- 2009年（平成21年）9月: 岩渕農薬(株)と業務提携
- 2010年（平成22年）1月: 岩渕農薬(株)と共同持株会社(株)アグネスホールディングスを設立
- 2010年（平成22年）10月: 特販部を本社所在地に開設
- 2014年（平成26年） 3月: 創立90周年を迎える
- 2017年（平成30年） 11月: 群馬支店を前橋市下細井町へ移転

## 主な取引メーカー
（五十音順）
- アグロ・カネショウ（株）
- 石原バイオサイエンス（株）
- 大塚アグリテクノ（株）
- 小西安農業資材（株）
- サンケイ化学（株）
- シンジェンタジャパン（株）
- 住友化学（株）
- ダウ・ケミカル日本（株）
- 日本曹達（株）
- 日本農薬（株）
- バイエルクロップサイエンス（株）
- BASFジャパン（株）
- 丸和バイオケミカル（株）
- 三井化学アグロ（株）

## 営業所
- 埼玉県熊谷市：埼玉支店、特販部
- 群馬県前橋市：群馬支店
- 栃木県宇都宮市：栃木支店
- 茨城県古河市：茨城支店
- 千葉県富里市：千葉支店